# Antonio Garzoni Provenzani
Antonio Garzoni Provenzani (Roma, 2 de diciembre de 1906-Roma, 15 de febrero de 1989) fue un deportista italiano que compitió en remo.
Participó en los Juegos Olímpicos de Los Ángeles 1932, obteniendo una medalla de bronce en la prueba de cuatro sin timonel. Ganó dos medallas en el Campeonato Europeo de Remo, oro en 1931 y bronce en 1934.

## Palmarés internacional
| Juegos Olímpicos   | Juegos Olímpicos             | Juegos Olímpicos  | Juegos Olímpicos   |
| Año                | Lugar                        | Medalla           | Prueba             |
| ------------------ | ---------------------------- | ----------------- | ------------------ |
| 1932               | Los Ángeles (Estados Unidos) | Medalla de bronce | Cuatro sin timonel |
| Campeonato Europeo |                              |                   |                    |
| Año                | Lugar                        | Medalla           | Prueba             |
| 1931               | París (Francia)              | Medalla de oro    | Cuatro con timonel |
| 1934               | Lucerna (Suiza)              | Medalla de bronce | Ocho con timonel   |